# Magurský národní park
Magurský národní park (polsky Magurski Park Narodowy) je národní park v Polsku. Leží na uzémí Podkarpatského a Malopolského vojvodství, zhruba 23 km jihovýchodně od polského Krosna a 13 km severně od slovenského Svidníku, na okraji karpatského oblouku. Byl vyhlášen 1. ledna 1995. Jeho území je velmi členité a nesouvislé.

## Příroda
Většinu území tvoří les. Vyskytuje se zde výr, orel či rys. Rovněž flora je zde bohatá.